# Église Santa Maria della Carità (Venise)
 (septembre 2018).
L'église Santa Maria della Carità est un édifice religieux déconsacré de Venise situé dans le sestiere de Dorsoduro, faisant partie du complexe du Convento della Carità projeté par Andrea Palladio autour de 1560, projet demeuré en grande partie incomplet, et englobé dans les Gallerie dell'Accademia.

## Historique
L'église est construite au XIIe siècle sur l'emplacement de l'église précédente en bois, en même temps que le monastère des chanoines réguliers auxquels elle est confiée (affiliés à la congrégation de Santa Maria di Frigionaia (it) en 1414 et en 1445 à celle du Latran). Grâce au soutien du pape vénitien Eugène IV les religieux la reconstruisent au milieu du XVe siècle dans une architecture de style gothique sur la base des travaux de Bartolomeo Bon.
Au XVIe siècle, Andrea Palladio commence d'importants travaux dans le couvent, mais au cours des siècles suivants, le complexe perd progressivement de son importance. En 1768, l'ordre des chanoines du Latran est supprimé et, en 1807, l'église et le couvent, déjà dégradés, sont destinés, avec le siège de l'ancienne Scuola Grande, à accueillir l'Académie des beaux-arts.

## Architecture
Les vedute de Canaletto montrent un important complexe de style gothique, le corps de l'édifice parallèle au Grand Canal, la façade tournée vers le Rio de la Carità et les absides vers le rio de Sant'Agnese. Les deux rii sont recouverts au XIXe siècle. Le sommet de la façade est décoré de flèches et de pinacles, aujourd'hui disparus. L'église est flanquée d'un imposant campanile gothique, avec une haute cuspide (it) conique surmontant le tambour octogonal. Le campanile s'est effondré en 1744.

Canaletto
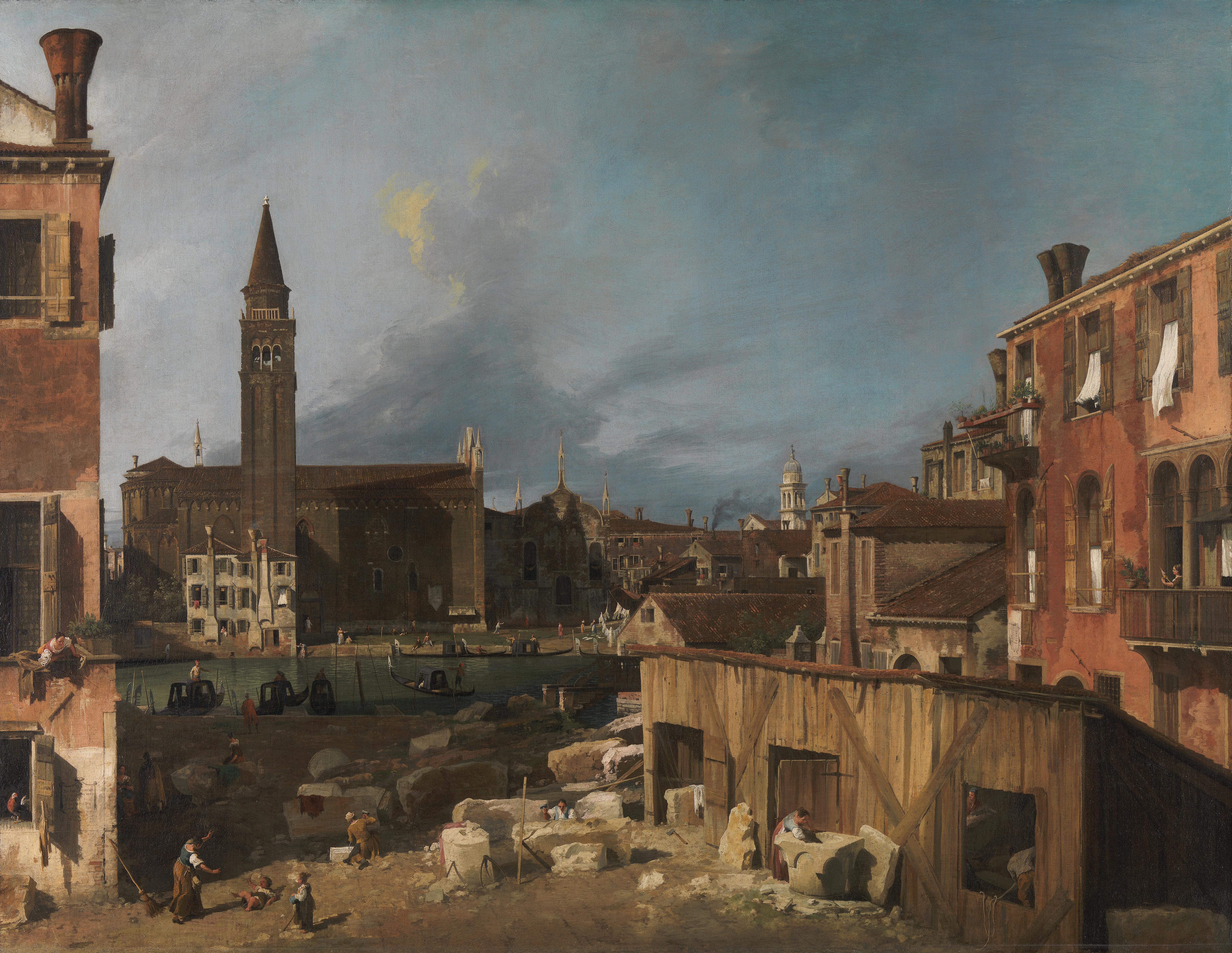
Campo San Vidal et Santa Maria della Carità (La Cour du tailleur de pierre), vers 1725 National Gallery
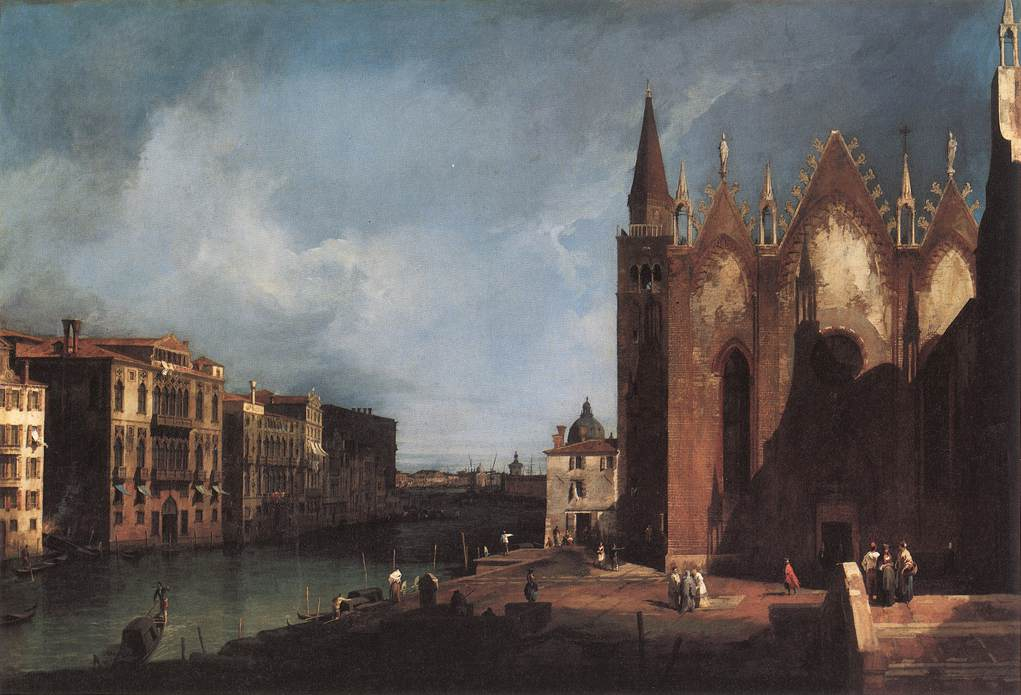
Le Grand Canal de Santa Maria della Carità au bassin de San Marco, 1726 Pinacoteca Agnelli
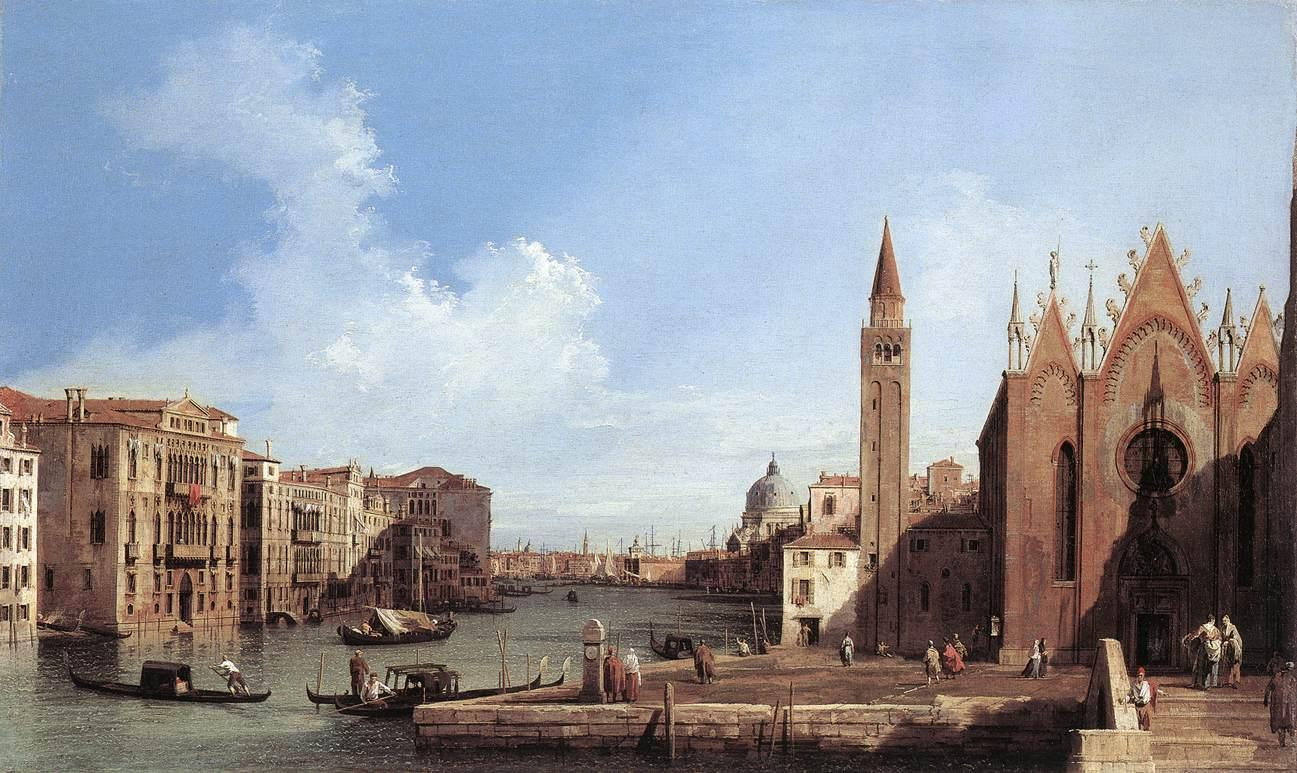
Le Grand Canal regardant à l’est de la Carità vers le bassin, 1727-1728 Royal Collection

## Le projet palladien pour le couvent de la Charité

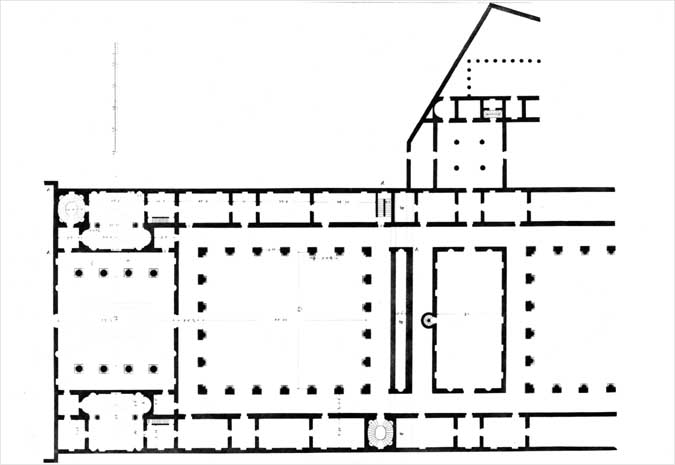
Plan du couvent (, 1783)

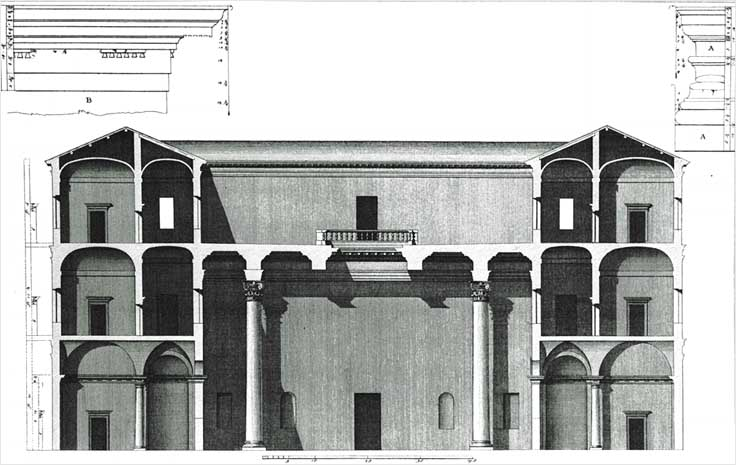
Section du couvent (Ottavio Bertotti Scamozzi, 1783)

Trois ans après les débuts malheureux de San Pietro di Castello et quelques mois après de début de la construction du réfectoire de San Giorgio Maggiore, Palladio a une autre occasion de travailler pour un patronage ecclésiastique venitien. En mars 1561 il reçoit le paiement d'une maquette réalisée pour le couvent des Chanoines du Latran dans la zone de Santa Maria della Carità à Dorsoduro. Pour les moines, Palladio élabore un projet grandiose, clairement inspiré de ses études sur la domus de la Rome antique, avec un atrium de colonnes monumentales composites et deux cours séparées par un réfectoire. À partir de 1569, toutefois, l'ambitieux chantier marque le pas après la réalisation du cloître et de l'atrium. Ce dernier est détruit par un incendie en 1630.
Pour comprendre la splendeur du projet il est nécessaire de se référer aux illustrations des Quatre Livres de l'architecture publiés par Palladio à Venise en 1570. Le projet pour le couvent de la Charité — qui marqua profondément Giorgio Vasari en visite à Venise en 1566 — avait comme points de référence les réflexions palladiennes sur les termes et surtout sur la maison romaine de l'Antiquité, étudiée et reconstituée pour l'édition de Vitruve de 1556. Dans la conception palladienne, la maison des anciens romains ne pouvait être recrée que dans une grande structure organisée comme un complexe monastique, ou, dans une moindre mesure, une demeure privée comme le palais Porto à Vicence, très éloignés de la réalité désorganisée des demeures romaines de l'Antiquité. Il subsiste de ce projet essentiellement trois épisodes architecturaux : la scala ovata vide en son milieu, la sacristie de l'église, modelée comme le tablinum de la maison antique, et le grand mur du cloître à trois ordres superposés.
Le tablinum est l'un des plus purs exemple de classicisme palladien : les colonnes libres et les terminaisons absidiales sont probablement inspirées des vestiges de salles similaires localisées autour du frigidarium des thermes de Caracalla et utilisées par Palladio dans la reconstruction d'autres thermes. Le contraste chromatique entre les éléments des trois ordres est particulièrement singulier : la frise le long du mur, de couleur rouge, vient se greffer sur un entablement en pierre blanche, à son tour soutenu par une colonne en marbre rouge. La même accentuation bichromique se retrouve dans les puissants murs à ordre superposé du cloître qui doit beaucoup à la cour du palais Farnèse. La texture du mur est réalisée avec des briques laissées à la vue, protégées par une peinture rouge, pendant que les chapiteaux, la base et les clés de voûte sont réalisés en pierre blanche.
Cette liberté d'expression sans précédent est l'une des caractéristiques du Palladio de la maturité, lorsque l'assimilation de l'architecture romaine antique lui permet de rechercher des effets insolites comme superposer une frise corinthienne avec des bucranes et des festons, sur le modèle du temple de Vesta à Tivoli, à l'ordre dorique de la cour.